# Hastinapur
Hastinapur (hindi: हस्‍तिनापुर Hastinapura) és una ciutat i nagar panchayat (equivalent a municipalitat) al districte de Meerut a l'estat d'Uttar Pradesh, Índia. Està a 37 km de Meerut i al cens de 2001 consta amb 21.248 habitants sent la població estimada (2009) de prop de 30.000 habitants; havia arribat a estar quasi despoblada amb només 28 habitants el 1881. Literalment el seu nom vol dir Ciutats dels elefants (hastin = elefant, pura = ciutat)

## Història
Hastinapura fou capital del mític regne kaurava o pandava del Mahabharata, governat per la dinastia kuru i se suposa que fou un dels primers assentaments aris fora del Panjab; el primer rei de la dinastia kuru, Hasti, va fundar la ciutat. En aquesta ciutat van néixer el principals deus dels jainistes, Shanthinath, Khunthunath i Arahnath i foren els 5è, 6è i 7è reis chakravartis. Apareix esmentada entre d'altres nom com Gajpur, Nagpur, Asandivat, Brahmasthal, Shanti Nagar i Kunjarpur. Samprati, net d'Asoka, hi va construir diversos temples i stupes que no es conserven. La ciutat va moure a més el seu emplaçament per un canvi del curs del Ganges i la capital es va traslladar a Kausambi.
Excavacions es van iniciar a la dècada dels cinquanta dirigides per B. B. Lal.